# クロード (イタリア)
クロード（伊: Crodo）は、イタリア共和国ピエモンテ州ヴェルバーノ・クジオ・オッソラ県にある、人口約1,400人の基礎自治体（コムーネ）。

## 地理

### 位置・広がり
| 隣接するコムーネは以下の通り。 - バチェーノ - クレヴォラドッソラ - モンテクレステーゼ - プレーミア - ヴァルツォ |

## 行政

### 分離集落
クロードには、以下の分離集落（フラツィオーネ）がある。
Alpiano, Cravegna, Braccio, Emo, Foppiano, Maglioggio, Molinetto, Mozzio, Quategno, Rencio, Vegno, Viceno